# 宋基業
宋基業（1656年—1725年），字嘉蕤，號南村，江南蘇州府長洲縣人，清朝政治人物。武進士宋振業弟。

## 生平
宋基業來自蘇州長洲宋氏家族。祖父宋學程（字幼淳，號住淳，1598-1661）為宋學朱弟，吳縣庠生；本生父宋世瀧（原名德寀，字文森，號城南，1630-1702）為崑山附貢生。母為陸象閏曾孫女、陸在乾女（1629-1702）。
宋基業為宋世瀧次子，出嗣叔父宋德賓。宋基業為長洲監生，歷任北城兵馬司正指揮，康熙五十七年（1718年）任濟寧道、督理山東通省河道，五十八年（1719年）裁東兗道，濟寧道改稱兗寧道，雍正元年（1723年）因虧空罷任，二年十二月初五（1725年1月18日）卒於家。

## 雍正六年濟寧州傷官劫庫案
雍正六年（1728年）十月二十九日夜，山東濟寧州發生劫匪團夥乘知州高令樹外出之際，闖入濟寧州官署傷官、劫庫、縱囚等暴力事件，後劫匪被逮捕，庫銀未有損失。經官府調查，劫匪中包括宋基業第四子宋玫（家譜名宋攸）及第五子宋薇（家譜名宋繁），其犯事動機出於兩子須填補父親虧空銀兩，於是夥同舊知馮侯南等人商量，決定糾集人馬伺機搶劫庫銀。

## 家庭
夫人為蘇州斜塘馬氏；繼妻為四川遂寧榜眼李仙根孫女、李奕振女；側室有兩位周氏。有五子：長子宋斆（出嗣從父宋修業）、次子宋敞、三子宋麐、四子宋攸（宋玫）；五子宋繁（宋薇）為黃國材孫女婿、刑部左侍郎黃炳女婿。還有一女嫁州同張秉衡。